# Zsolt Fábián
Zsolt Fábián (* 28. August 1968 in Budapest) ist ein ungarischer Badmintonspieler. 

## Karriere
Zsolt Fábián gewann 1985 und 1986 insgesamt drei Titel bei den ungarischen Badminton-Juniorenmeisterschaften. 1991 erkämpfte er sich den Titel des ungarischen Mannschaftsmeisters mit dem Team von Debreceni Kinizsi SE.

## Referenzen
- Ki kicsoda a magyar sportéletben? Band 1 (A–H). Szekszárd, Babits Kiadó, 1994. ISBN 963-7806-90-3

| Personendaten    | Personendaten                |
| ---------------- | ---------------------------- |
| NAME             | Fábián, Zsolt                |
| KURZBESCHREIBUNG | ungarischer Badmintonspieler |
| GEBURTSDATUM     | 28. August 1968              |
| GEBURTSORT       | Budapest                     |